# Битва у Красной скалы (фильм)
«Битва у Красной скалы» (кит. 赤壁) — исторический фильм режиссёра Джона Ву, по мотивам романа Ло Гуаньчжуна «Троецарствие», рассказывающий о величайшей битве эпохи Троецарствия в Древнем Китае и о событиях, связанных с ней. 
Является первым крупным фильмом Ву после «Часа расплаты» (2003) и его первой полнометражной работой на китайском языке после фильма «Круто сваренные» (1992), в котором также снялся Тони Люн. 
Хотя первоначально предполагалось снять один фильм, из-за большой длительности (более 5 часов) его пришлось разделить на две части; кроме того, для американского проката была выпущена единая укороченная версия длительностью около 2,5 часов.

## Сюжет
208 год. Древний Китай. Битва у Красной скалы стала для Древнего Китая почти Троей (как и в Древней Греции, здесь женская красота стала одной из причин гибели 2000 кораблей). 

### Главные герои
- Чжоу Юй — упоминания о главном герое романа «Троецарствие» — адмирале, предводителе объединённого войска, разрывающегося между преданностью стране и любовью к своей жене Сяо Цяо можно найти не только в исторических книгах, но и в поэме Су Дунпо.
- Чжугэ Лян — один из самых успешных полководцев. На момент Битвы у Красной Скалы ему было всего 27 лет. В Китае ему установлена бронзовая статуя высотой 20 метров, выдержки из его книги «Записи о верном полководце» часто встречаются и в современной литературе.
- Цао Цао — поэт, полководец и государственный деятель.
- Гуань Юй — и в наши дни во многих азиатских странах почитается как божество войны.

### Отличия сюжета фильма от романа
Сюжет фильма и романа, по мотивам которого он снят, во многом различаются:
- В фильме Цао Цао казнит своих адмиралов Цай Мао и Чжан Юаня за то, что те израсходовали сто тысяч стрел, стреляя по кораблям с соломенными чучелами, которых в тумане приняли за воинов. Это совпадает по времени с прочтением им подложного письма о сдаче. В романе — Цао Цао казнит их только лишь на основании подложного письма, в котором они якобы выражают желание перейти к Чжоу Юю. А план со стрелами Чжугэ Лян придумывает и реализует позже.
- В реальной битве у Красной скалы войска Лю Бэя не участвовали вообще, с его стороны в армии Чжоу Юя лишь состоял военным советником Чжугэ Лян. А участие войск Лю Бэя в битве свелось к устроению нескольких засад на пути отступающей армии Цао Цао. В романе Чжоу Юй несколько раз пытается уничтожить Чжугэ Ляна, но безуспешно.

## В ролях
- Тони Люн — Чжоу Юй
- Такэси Канэсиро — Чжугэ Лян
- Чжан Фэнъи — Цао Цао
- Чан Чэнь — Сунь Цюань
- Ю Юн — Лю Бэй
- Чжао Вэй — Сунь Шансян
- Ху Цзюнь — Чжао Юнь
- Сидо Накамура — Гань Син
- Линь Чилин — Сяо Цяо
- Батдоржийн Баасанджав — Гуань Юй

## Музыка
Несколько песен к двум частям фильма исполнила популярная в Китае и Японии певица тибетского происхождения Алан Дава Долма.

## Награды и номинации
- 2009 — премия Asian Film Awards за лучшие визуальные эффекты (Крэйг Хэйс), а также номинации в категориях «лучший фильм» и «лучший режиссёр» (Джон Ву).
- 2009 — 5 премий Hong Kong Film Awards: лучшая музыка (Таро Ивасиро), лучшая работа художника (Тимми Ип), лучшие костюмы и грим (Тимми Ип), лучшие визуальные эффекты (Крэйг Хэйс), лучший звук (Роджер Сэвидж). Кроме того, лента получила ещё 9 номинаций.
- 2009 — 3 премии Huabiao Film Awards (за обе части фильма): лучший режиссёр (Джон Ву), лучший совместный фильм, лучшее техническое достижение.
- 2009 — номинация на премию «Золотой петух» за лучшую операторскую работу (Люй Юэ, Чжан Ли, за обе части фильма).
- 2009 — номинация на премию Японской Киноакадемии за лучший фильм на иностранном языке (за первую часть).
- 2009 — премия «Майнити» за лучший фильм на иностранном языке.
- 2010 — премия Asian Film Awards самому прибыльному кинорежиссёру (Джон Ву, за вторую часть фильма).
- 2010 — премия Hong Kong Film Awards за лучший звук (Стив Бёрджесс, Ву Цзян), а также 14 номинаций.
- 2010 — номинация на премию Японской киноакадемии за лучший фильм на иностранном языке (за вторую часть).
- 2010 — три номинации на премию «Сатурн»: лучший международный фильм, лучшая музыка (Таро Ивасиро), лучшие костюмы (Тимми Ип).